# Hermannsburg School
Die Hermannsburg School ist ein Kunststil der Aborigines, der sich zu Beginn der 1930er Jahre in der Mission von Hermannsburg entwickelte. Diese Kunstrichtung begann 125 Kilometer westlich von Alice Springs im Northern Territory im Kulturraum der Western Desert. Der Ort Hermannsburg wurde von Lutherischen Missionaren im Jahre 1877 gegründet. Der bekannteste Vertreter dieser Kunstbewegung der Aborigines war Albert Namatjira.

## Malstil
Der Kunstausdruck der dort seit Jahrtausenden lebenden westlichen Arrernte-Aborigines war symbolisch und ihre Totems zeigten Menschen und Natur. Die Muster, die sie verwendeten, waren parallele Linien oder hatten radiale und runde Formen. Diese visualisierte Sprache wurde im Sand, auf Felsen und in geheiligten Objekten ausgedrückt. 
Als im Jahre 1934 an der Lutherischen Mission von Hermannsburg der Pastor F.W. Albrecht in einer Ausstellung Landschaftsbilder ihres Landes der europäischen Künstler Rex Battarbee und John Gardner zeigte, wurde neben anderen Aborigines vor allem Albert Namatjira zum Malen angeregt und inspiriert. Dadurch entstand die sogenannte Malschule von Hermannsburg. Die Maler der Hermannsburger Schule erarbeiteten mit Wasserfarben Landschaftsbilder. Dieser Malstil wurde populär und die Werke wurden bei Ausstellungen in Melbourne, Adelaide und anderen Städten gezeigt und verkauft.

## Maler
Der Maler Albert Namatjira wurde als erster Aborigine australischer Staatsbürger mit vollen Rechten wegen seiner Bekanntheit und seiner Popularität. Weitere bedeutsame Künstler dieser Stilrichtung sind Wenten Rubuntja, Walter Ebatarinja und Otto Pareroultja. Heute ist Hermannsburg bekannt für seine Töpfereiarbeiten, die Aborigine-Frauen gestalten.